# Kahoku
Kahoku (かほく市 Kahoku-shi?) es una ciudad en la prefectura de Ishikawa, Japón, localizada en la parte oeste de la isla de Honshū, en la región de Chūbu. El 1 de diciembre de 2020 tenía una población estimada de 34 936 habitantes y una densidad de población de 542 personas por km².

## Geografía
Kahoku se encuentra en el centro de la prefectura de Ishikawa. aproximadamente a 20 km al norte de la capital Kanazawa, o treinta minutos en tren. Está localizada entre el mar de Japón al oeste, los pueblos de Hōdatsushimizu al norte, Tsubata al este y Uchinada al sur. El río Ōmi desemboca en el mar de Japón en la parte norte de la ciudad y el río Unoke, desemboca en la laguna Kahoku en la zona sur, que marca la parte más meridional de Kahoku.

## Historia
El área alrededor de Kahoku era principalmente parte de la antigua provincia de Kaga, con una pequeña porción de su área norte en la provincia de Noto. El área se convirtió en parte del dominio Kaga bajo el shogunato Tokugawa en el período Edo. Tras la restauración Meiji, el área se organizó en el distrito de Kahoku, Ishikawa. Las villas de Takamatsu, Nanatsuka y Unoke se establecieron con la creación del sistema de municipios modernos el 1 de abril de 1889. Takamatsu fue elevado al estatus de pueblo el 1 de agosto de 1922, Nanatsuka el 11 de febrero de 1940 y Unoke el 11 de febrero de 1948. Los tres se fusionaron el 1 de marzo de 2004 para formar la ciudad de Kahoku.

## Demografía
Según los datos del censo japonés, la población de Kahoku se ha mantenido estable en los últimos 40 años.
| Gráfica de evolución demográfica de Kahoku entre 1940 y 2015 |
|                                                              |
| Oficina de Estadísticas de Japón                             |